# Necropoli del Crocifisso
La necropoli del Crocifisso è sita nei pressi di Pretoro, in provincia di Chieti.

## Descrizione
Scavi archeologici gestiti dall'Archeoclub di Pretoro hanno consentito di trovare in località Crocifisso, nel comune di Pretoro, una villa romana risalente al I secolo d.C.  in cui vi sono un pavimento con un mosaico geometrico, una sala in cocciopesto con un bozzetto votivo; nonché sono stati trovati inoltre dei magazzini annessi alla villa, dei ruderi di abitazioni turistiche, delle monete risalenti all'epoca di Augusto, un sarcofago in lastroni di pietra e coperchio a doppio spiovente con, all'interno, uno scheletro di un guerriero italico vestito di elmo di bronzo corredo bronzeo, i resti di una capanna neolitica in cui fu trovato uno scheletro dell'uomo della Maiella ed un'altra tomba preromana con uno scheletro con corredo funebre e sepolto sotto un cumulo di pietre.